# Feliciano Magro
Feliciano Magro (Zurigo, 2 febbraio 1979) è un ex calciatore svizzero con cittadinanza italiana, di ruolo centrocampista.
Il padre è originario della cittadina siciliana di Capo d'Orlando, mentre la madre è di Lucerna.

## Carriera

### Club
Nel 2000 Magro, all'epoca al Grasshoppers firmò un contratto, valido fino al 2004, con l'Udinese Calcio. Non ha però mai avuto la possibilità di esordire in Serie A, prima perché dato in prestito a società svizzere come il Basilea e lo Zurigo, poi, al rientro al'Udinese nel 2002, perché si ruppe una gamba e dovette stare a riposo per un anno. Nel 2003 tornò al Grasshoppers in prestito.
All'inizio del 2005 giunse al Djurgården in prestito gratuito dal Landskrona BoIS, squadra alla quale fece ritorno dopo un altro prestito al Lugano. Alla fine del 2007, in scadenza di contratto, firmò un triennale con l'IFK Norrköping, dove rimase fino a gennaio 2009 per poi far nuovamente ritorno al Grasshoppers. 
Dopo essere imasto senza squadra per alcuni mesi, nell'aprile del 2010 scese di categoria fino alla 1ª Lega del campionato svizzero per giocare nel Chiasso, con il quale comquistò la promozione nella Challenge League. Il 6 agosto 2010 permise alla sua squadra  di vincere il derby ticinese in trasferta per 0-1 contro il Locarno con una rete su rigore.
Terminò la sua carriera al Mendrisio.

### Nazionale
Inizialmente nel giro della Nazionale svizzera U-18, nel 1999 Magro, all'epoca osservato dal CT dell'Under 21 italiana Marco Tardelli, optò di rappresentare l'Italia. Tuttavia, complici anche gli infortuni, non scese mai in campo con l'Under 21 in partite ufficiali: l'unica sua esperienza con una nazionale italiana giovanile è stata la partecipazione al Torneo di Tolone con la rappresentativa Under 20.